# Primoži
Primoži (nemško Handlern, kočevarsko Handlarə) so naselje v občini Kočevje na Dolenjskem. Danes so del Jugovzhodne statistične regije.

## Etimologija
Nemško ime Handlern je, prav tako kot njegova slovenska nekdanja izpeljanka Handlerji, množinske oblike, ki sta bili izpeljani iz priimka. Leta 1953 je bilo naselje preimenovano iz Handlerji (tudi Handlarji) v Primoži v sklopu povojne komunistične kampanje za odstranjevanje nemško osnovanih toponimov.

## Zgodovina
Handlerji so bili vas Kočevskih Nemcev. Leta 1498 sta bili v vasi dve kmetiji ter 6 podložnih kmetij. Leta 1574 sta bili po podatkih urbarija razdeljeni, v vasi pa sta živela dva kmeta zakupnika ter med 45 in 55 prebivalcev. Leta 1770 je v naselju stalo 20 hiš. Pred drugo svetovno vojno je bilo v vasi 31 hiš in 84 prebivalcev. Vas je živela od poljedelstva ter gozdarstva. Nemško prebivalstvo so leta 1941 izselili, njihove hiše pa so pričele propadati.

## Pomembnejši objekti
V Primožih je stala kapelica, posvečena Lurdski Materi Božji ter Srcu Jezusovem. JZ od centra naselja stoji baročno stebrišče s streho v obliki polkrožne niše.
Blizu naselja stoji tudi obzidan kraški izvir z napajalnim koritom iz druge polovice 19. stoletja.